# رحلة عذاب (مسلسل 1982)
رحلة عذاب هو مسلسل تليفزيوني مصري عُرض أول مرة سنة 1982، بطولة صلاح ذو الفقار، ومن تأليف محمد عثمان وإخراج عادل صادق.

## الشخصيات الرئيسية
- صلاح ذو الفقار - (أحمد)
- نسرين - (فاطمة)
- إلهام شاهين - (سعاد)
- أحمد خليل - (عباس)
- مختار أمين - (حامد)
- ميمي جمال
- أحمد خميس
- ليلي فهمي